# Ulica księdza kardynała Stefana Wyszyńskiego w Łomży
Ulica księdza kardynała Stefana Wyszyńskiego w Łomży – dawniej ulica Słoneczna, biegnie od skrzyżowania z ul. generała Władysława Sikorskiego do ulicy Spółdzielczej. 
Ulica powstała w miejscu drogi prowadzącej do prawosławnego cmentarza wojskowego założonego poza granicami miasta przez władze rosyjskie w 1861 roku. Dokładna data powstania ulicy nie jest znana. Ulica istniała już w 1941 roku. Dawna nazwa ulicy Słonecznej została zmieniona na obecną nazwę – ulica księdza kardynała Stefana Wyszyńskiego, decyzją Miejskiej Rady Narodowej w Łomży z dnia 8.05.1982.
Przy ulicy mieści się Sanktuarium Miłosierdzia Bożego w Łomży oraz Park Wodny.